# Enallagma recurvatum
Enallagma recurvatum är en trollsländeart som beskrevs av Davis 1913. Enallagma recurvatum ingår i släktet Enallagma och familjen dammflicksländor. IUCN kategoriserar arten globalt som nära hotad. Inga underarter finns listade i Catalogue of Life.